# Düsseldorfer Anzeiger

Logo des Düsseldorfer Anzeigers

Der Düsseldorfer Anzeiger ist ein kostenloses Anzeigenblatt, das viele Haushalte in Düsseldorf erhalten. Die Zeitung erscheint jeden Mittwoch mit einer Auflage von 285.735 Exemplaren (2019) im Berliner Format. Zudem wurde im November 2017 eine ebenfalls wöchentlich erscheinende Wochenendausgabe des Düsseldorfer Anzeigers mit dem Titel "jetzt! Düsseldorfer Anzeiger am Wochenende" mit einer Auflage von 284.040 Exemplaren lanciert.
Als Macher eines Wochenblattes veröffentlichen die Journalisten lokale Geschichten, ohne die aktuellen Nachrichten auf kommunaler Ebene zu vernachlässigen. Kommentare, wie etwa die wöchentliche Kolumne Ja, isset denn auf Seite 1, in der die Redakteure Auszüge des aktuellen Stadtgeschehens aufgreifen, zählen ebenso zum redaktionellen Portfolio wie die klassischen redaktionellen Inhalte Interview, Reportage, Feature, Meldung, Porträt und Rezension. Oft fungiert das Blatt insbesondere mit seiner Internet-Präsenz duesseldorfer-anzeiger.de sowie den Auftritten in sozialen Netzwerken als Plattform für Leser-Diskussionen.
In den vergangenen Jahren hat der Düsseldorfer Anzeiger eine umfangreiche Service-Redaktion aufgebaut, deren Themen von Wellness bis Lagerverkauf reichen. Hinzu kommen Stadtteil-Seiten, Kleinanzeigen und die für ein Anzeigenblatt charakteristische Werbung.
Mehrmals im Jahr veröffentlicht der Verlag Sonderproduktionen, wie unter anderem zum Beispiel die Offset-Magazine Weihnachtsfestschrift, kenrgesund und Kerstkrant sowie ein zweimal im Jahr erscheinendes Kochbuch mit dem Titel Düsseldorf kocht. Auch in den Stadtteilen werden Projekte lanciert, wie etwa die monatlichen Hochglanz-Hefte Der Gerresheimer, Der Oberkasseler und Der Benrather, die insbesondere Themen dieser drei Düsseldorfer Stadtteile redaktionell begleiten.
Der Düsseldorfer Anzeiger gehört zum Verbund der Panorama Anzeigenblatt GmbH, deren Eigentümer wiederum die Rheinische Post Verlagsgesellschaft und der Verlag W. Girardet, Düsseldorf sind. Er ist Mitglied im Bundesverband Deutscher Anzeigenblätter und betreibt zusammen mit anderen Verlagen die bundesweite Kleinanzeigen-Online-Plattform anonza.de.